# Donzdorf

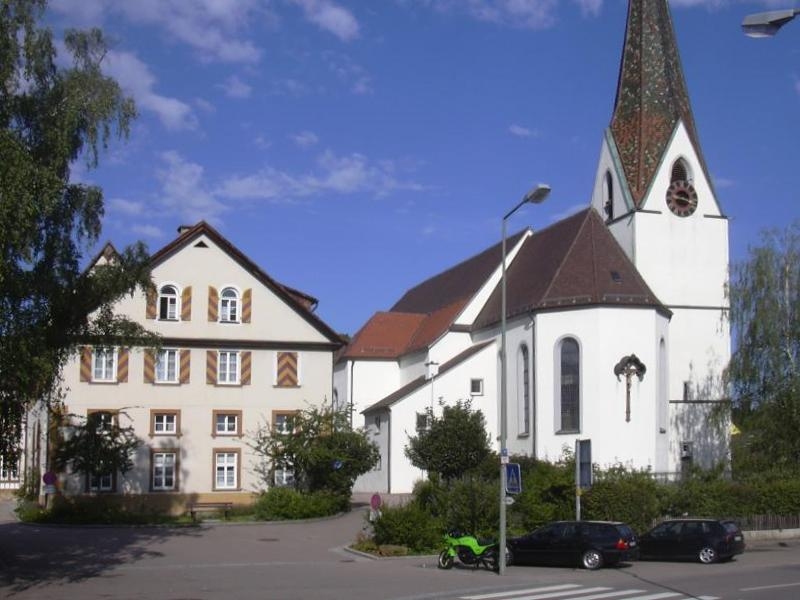
Schloss und Kirche in Donzdorf

Donzdorf ist eine Stadt im Landkreis Göppingen in Baden-Württemberg. Sie gehört zur Region Stuttgart (bis 1992 Region Mittlerer Neckar) und zur Randzone der europäischen Metropolregion Stuttgart.

## Geographie

### Geographische Lage
Donzdorf liegt im Tal der Donzdorfer Lauter, einem Seitental des Filstals, auf 334 bis 749 Meter Höhe (höchste Erhebung: Messelstein), etwa 12 km von der Kreisstadt Göppingen entfernt. Das Stadtgebiet erstreckt sich vom Rehgebirge im östlichen Albvorland bis auf die Hochfläche der Schwäbischen Alb im Süden.

### Stadtgliederung
Zu Donzdorf gehören die ehemals selbständigen Gemeinden Reichenbach unter Rechberg und Winzingen. Zur Gemeinde Donzdorf in den Grenzen vom 31. Dezember 1973 gehörten die Stadt Donzdorf, die Weiler Berghof, Grünbach, Hagenbuch, Hochberg, Kuchalb und Unterweckerstell, die Höfe Messelhof, Oberweckerstell, Rindersteig, Scharfenhof, Schmelzofen und Vogelhof und die Häuser Hagenbucher Mühle, Hürbelsbach, Immenreute, Lautergarten und Steinernes Kreuz sowie die abgegangene Ortschaft Klingenhof. Zur ehemaligen Gemeinde Reichenbach unter Rechberg gehörten das Dorf Reichenbach unter Rechberg, die Weiler Aichhöfle und Birkhof, die Höfe Bäuerleshof, Böppeleshof, Bühlhof, Dangelhof, Feldhöfle, Haldenhof, Hasenhof, Ilgenhof, Kratzerhof, Lauxenhof, Schattenhof, Schillingshof, Stappenhof, Staudenhof, Striethof, Strietmühle, Täscherhof, Weberhäusle und Zirschberg, Schloss und Hof Ramsberg und das Haus Messenhalden sowie die abgegangene Ortschaft Zimmerhöfle. Zur ehemaligen Gemeinde Winzingen gehörte das Dorf Winzingen.

### Flächenaufteilung
Nach Daten des Statistischen Landesamtes, Stand 2014.

## Geschichte

### Bis zum 18. Jahrhundert
Die Gegend um Donzdorf war schon früh besiedelt. 1964 wurde ein alter Alamannenfriedhof freigelegt. Man zählte mehr als 100 Gräber aus der Zeit zwischen 600 und 700 n. Chr. In einem Frauengrab fanden sich wertvolle Grabbeigaben, die zum einen auf Handel mit Nordeuropa sowie auf einen alamannischen Herrschaftssitz hinweisen.
Im Jahr 1275 wurde Donzdorf erstmals in der Zehntsteuerliste der Diözese Konstanz erwähnt. In dieser Urkunde hieß die damalige Pfarrgemeinde jedoch noch Tunesdorf. In der nachstaufischen Zeit entwickelte sich zwischen den Grafen von Helfenstein und den Herren von Rechberg ein Machtkampf um Donzdorf, den schließlich die Rechberger für sich entscheiden konnten. Vom Scharfenschloss aus bestimmten sie die Geschicke des Dorfes.
Die wirtschaftliche Situation des Dorfes entwickelte sich im 15. Jahrhundert bestens. Der Bedarf an Donzdorfer Sandstein war groß. Neben vielen Baustellen in der näheren Umgebung wurde sogar die Ulmer Münsterbaustelle umfangreich mit diesem besonderen Donzdorfer Stein, der leicht zu bearbeiten und dennoch durch seinen hohen Eisenanteil widerstandsfähig ist, beliefert.
Um 1478 errichteten die Herren von Rechberg einen imposanten Bau im Ort, der wohl ihrer Verwaltung diente. Kurze Zeit später begann man mit dem Bau der gotischen Kirche St. Martinus. Der Patronatsherr ließ hierfür einen Altar des berühmten Ulmer Künstlers Bartholomäus Zeitblom anfertigen, dessen Tafeln heute in der Sammlung Würth in der Johanniterkirche Schwäbisch Hall zu sehen sind.
Im Jahre 1568 errichtete Hans von Rechberg das heutige Donzdorfer Schloss im Renaissance-Stil. Ab dieser Zeit entwickelte sich das Dorf zu einem Residenzort mit einem differenzierten Handwerk. In der ersten Hälfte des 18. Jahrhunderts war Donzdorf nur noch Nebenresidenz und wurde 1735 sogar an das Herzogtum Württemberg verkauft. Im Jahre 1745 kaufte Maria Theresia von Rechberg den württembergischen Anteil an Donzdorf mit dem Schloss zurück und richtete sich hier mit ihren Kindern ein. Ihr Sohn baute ab 1768 das Donzdorfer Schloss zu seiner Hauptresidenz aus und ließ den barocken Schlossgarten nach französischem Vorbild anlegen.

### 19. und 20. Jahrhundert
Mit der Mediatisierung der Reichsrittergüter im Jahre 1803 fiel Donzdorf an das Kurfürstentum Bayern. Dabei hatte der damalige Sohn des Herrschaftsinhabers und hochrangige bayerische Diplomat, Aloys von Rechberg, all seine Möglichkeiten ausgeschöpft, um dieses Ergebnis zu erreichen. Erst mit dem Grenzvertrag von 1810 zwischen den Königreichen Württemberg und Bayern fiel Donzdorf endgültig an Württemberg.
Im Zuge der Umsetzung der neuen Verwaltungsgliederung Württembergs wurde Donzdorf dem Oberamt Geislingen zugeordnet. Bei der Verwaltungsreform während der NS-Zeit in Württemberg gelangte Donzdorf am 25. April 1938 zum Landkreis Göppingen. 1945 wurde der Ort Teil der Amerikanischen Besatzungszone und gehörte somit zum neu gegründeten Land Württemberg-Baden, das 1952 im jetzigen Bundesland Baden-Württemberg aufging.
Am 1. Mai 1976 wurden der Gemeinde Donzdorf die Stadtrechte verliehen. Nach der Eingliederung von Reichenbach unter Rechberg und Winzingen hatte Donzdorf die für eine Stadt vorausgesetzte Einwohnerzahl von über zehntausend Einwohnern.

### Naturstein
Ein kunsthistorisch bedeutsames Gesteinsvorkommen, der Donzdorfer Sandstein, ist nach dem Ort Donzdorf benannt. Zahlreiche Bauwerke in und um Donzdorf und darüber hinaus sind in Baden-Württemberg aus diesem Sandstein gebaut. Im Ulmer Münster bestehen beispielsweise die Kreuzrippen im Mittelschiff, die Fensterlaibungen und die Wand des Langhauses hin zum Chor aus Donzdorfer Sandstein. Seine goldgelbe Farbe vermittelt selbst an bedeckten Tagen die Illusion von Sonnenstrahlen und hellem Lichteinfall in die Kirche. Abgebaut wurde das Baumaterial unterhalb des markanten Messelbergs beim ehemaligen Berghof.
Der Donzdorfer Sandstein diente aber noch einem weiteren Zweck. Als nach dem Ende des Spanischen Erbfolgekrieges die Bevölkerung der Herrschaft Donzdorf völlig verarmt war, stimmte der Herrschaftsinhaber Graf Franz Albrecht von Rechberg dem Vorhaben seines Obervogtes Johann Benedikt Jehlin zu, zwischen Donzdorf und Unterweckerstell im Simonsbachtal einen Schmelzofen zu errichten. Jehlin hatte mehrere Gutachten über den Donzdorfer Eisensandstein eingeholt, die ihm einen Eisengehalt von 35 bis 42 % bescheinigten und seine Qualität höher als die von Wasseralfingen einstuften.
Jehlin plante und kalkulierte sorgfältig seine Schmelzanlage: er ließ einen ersten Staudamm am Simonsbach errichten, dann folgten die Köhlerei, das Pochwerk und die Schmelze. Die Kohle und das notwendige Holz wurde importiert. Insgesamt 80 Personen fanden in diesem Werk Arbeit. Nach anfänglich beachtlichen Erfolgen zeigten sich die Probleme dieses Betriebes sehr schnell. Jehlin hatte über zu wenig Kapital verfügt und daher große Summen aufnehmen müssen. Mitte der 1730er Jahre ging das Unternehmen schließlich bankrott. Jehlin wurde gefangen genommen und verurteilt.
Dennoch besitzt dieser Schmelzofen seinen eigenen geschichtlichen Wert – er ist das älteste frühindustrielle Unternehmen im Landkreis Göppingen. Der Schmelzofen wurde nach seinem wirtschaftlichen Niedergang in einen Bauernhof umgewandelt, der heute noch den Hausnamen 'Schmelzofen' trägt.

### Eingemeindungen
Am 1. Januar 1974 wurde Reichenbach unter Rechberg und am 1. Januar 1975 Winzingen nach Donzdorf eingemeindet.

#### Wappen der eingemeindeten Gemeinden

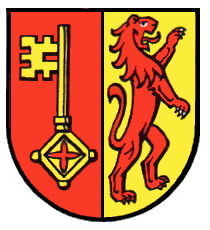
Reichenbach unter Rechberg
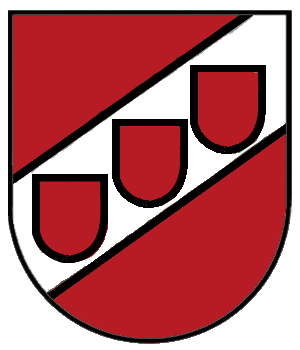
Winzingen

### Einwohnerentwicklung
Quelle: Statistisches Landesamt Baden-Württemberg für die Daten ab 1961
| Jahr               | Einwohner |
| ------------------ | --------- |
| 1837               | 02.589    |
| 1907               | 03.297    |
| 17. Mai 1939       | 04.320    |
| 13. September 1950 | 06.550    |
| 6. Juni 1961       | 07.683    |
| 27. Mai 1970       | 09.605    |
| 31. Dezember 1983  | 11.039    |
| 25. Mai 1987       | 10.963    |
| 31. Dezember 1991  | 11.498    |
| 31. Dezember 1995  | 11.317    |
| 31. Dezember 2000  | 11.085    |
| 31. Dezember 2005  | 11.073    |
| 31. Dezember 2010  | 10.816    |
| 31. Dezember 2015  | 10.769    |
| 31. Dezember 2020  | 10.587    |

## Politik

### Gemeinderat
In Donzdorf wird der Gemeinderat nach dem Verfahren der unechten Teilortswahl gewählt. Dabei kann sich die Zahl der Gemeinderäte durch Überhangmandate verändern. Der Gemeinderat in besteht aus 24 (2019: 22) gewählten ehrenamtlichen Gemeinderäten und dem Bürgermeister als Vorsitzendem. Der Bürgermeister ist im Gemeinderat stimmberechtigt. Die Kommunalwahl am 9. Juni 2024 führte zu folgendem Ergebnis. 
| Parteien und Wählergemeinschaften | Parteien und Wählergemeinschaften           | % 2024  | Sitze 2024 | % 2019  | Sitze 2019 | Kommunalwahl 2024 %50403020100 40,02 %28,92 %9,74 %15,15 %3,15 %3,01 % CDUFWSPDGrüneFDPAfDGewinne und Verlusteim Vergleich zu 2019 %p 4 2 0 −2 −4−0,07 %p−0,47 %p+0,47 %p−2,57 %p−0,39 %p+3,01 %pCDUFWSPDGrüneFDPAfD |
| CDU                               | Christlich Demokratische Union Deutschlands | 40,02   | 9          | 40,09   | 9          | Kommunalwahl 2024 %50403020100 40,02 %28,92 %9,74 %15,15 %3,15 %3,01 % CDUFWSPDGrüneFDPAfDGewinne und Verlusteim Vergleich zu 2019 %p 4 2 0 −2 −4−0,07 %p−0,47 %p+0,47 %p−2,57 %p−0,39 %p+3,01 %pCDUFWSPDGrüneFDPAfD |
| FW                                | Freie Wählervereinigung Donzdorf e. V.      | 28,92   | 7          | 29,39   | 6          | Kommunalwahl 2024 %50403020100 40,02 %28,92 %9,74 %15,15 %3,15 %3,01 % CDUFWSPDGrüneFDPAfDGewinne und Verlusteim Vergleich zu 2019 %p 4 2 0 −2 −4−0,07 %p−0,47 %p+0,47 %p−2,57 %p−0,39 %p+3,01 %pCDUFWSPDGrüneFDPAfD |
| SPD                               | Sozialdemokratische Partei Deutschlands     | 9,74    | 2          | 9,27    | 2          | Kommunalwahl 2024 %50403020100 40,02 %28,92 %9,74 %15,15 %3,15 %3,01 % CDUFWSPDGrüneFDPAfDGewinne und Verlusteim Vergleich zu 2019 %p 4 2 0 −2 −4−0,07 %p−0,47 %p+0,47 %p−2,57 %p−0,39 %p+3,01 %pCDUFWSPDGrüneFDPAfD |
| GRÜNE                             | BÜNDNIS 90/DIE GRÜNEN                       | 15,15   | 4          | 17,72   | 4          | Kommunalwahl 2024 %50403020100 40,02 %28,92 %9,74 %15,15 %3,15 %3,01 % CDUFWSPDGrüneFDPAfDGewinne und Verlusteim Vergleich zu 2019 %p 4 2 0 −2 −4−0,07 %p−0,47 %p+0,47 %p−2,57 %p−0,39 %p+3,01 %pCDUFWSPDGrüneFDPAfD |
| FDP                               | Freie Demokratische Partei                  | 3,15    | 1          | 3,54    | 1          | Kommunalwahl 2024 %50403020100 40,02 %28,92 %9,74 %15,15 %3,15 %3,01 % CDUFWSPDGrüneFDPAfDGewinne und Verlusteim Vergleich zu 2019 %p 4 2 0 −2 −4−0,07 %p−0,47 %p+0,47 %p−2,57 %p−0,39 %p+3,01 %pCDUFWSPDGrüneFDPAfD |
| AfD                               | Alternative für Deutschland                 | 3,01    | 1          | –       | –          | Kommunalwahl 2024 %50403020100 40,02 %28,92 %9,74 %15,15 %3,15 %3,01 % CDUFWSPDGrüneFDPAfDGewinne und Verlusteim Vergleich zu 2019 %p 4 2 0 −2 −4−0,07 %p−0,47 %p+0,47 %p−2,57 %p−0,39 %p+3,01 %pCDUFWSPDGrüneFDPAfD |
| gesamt                            | gesamt                                      | 100,0   | 24         | 100,0   | 22         | Kommunalwahl 2024 %50403020100 40,02 %28,92 %9,74 %15,15 %3,15 %3,01 % CDUFWSPDGrüneFDPAfDGewinne und Verlusteim Vergleich zu 2019 %p 4 2 0 −2 −4−0,07 %p−0,47 %p+0,47 %p−2,57 %p−0,39 %p+3,01 %pCDUFWSPDGrüneFDPAfD |
| Wahlbeteiligung                   | Wahlbeteiligung                             | 64,35 % | 64,35 %    | 63,32 % | 63,32 %    | Kommunalwahl 2024 %50403020100 40,02 %28,92 %9,74 %15,15 %3,15 %3,01 % CDUFWSPDGrüneFDPAfDGewinne und Verlusteim Vergleich zu 2019 %p 4 2 0 −2 −4−0,07 %p−0,47 %p+0,47 %p−2,57 %p−0,39 %p+3,01 %pCDUFWSPDGrüneFDPAfD |

### Wappen
Die Blasonierung des Wappens lautet:

„Unter goldenem Schildhaupt, darin ein schreitender Löwe, in Rot drei fünfstrahlige goldene Sterne (2:1)“

Das Stadtwappen geht auf ein Siegel des Donzdorfer Amtsvogts Dangelmaier von 1773 zurück. Der Löwe und die Wappenfarben weisen auf die Grafen von Rechberg hin, deren Residenz bis heute Donzdorf ist. Das Wappen wurde 1932 angenommen, die daraus abgeleitete gelb-rote Flagge wurde am 18. Februar 1959 vom Innenministerium verliehen.

### Städtepartnerschaften
Partnerstädte sind die französische Stadt Riorges und das in der Oberlausitz liegende Neusalza-Spremberg. 2011 wurde eine Partnerschaft mit der spanischen Stadt Calasparra aufgebaut.

## Wirtschaft und Infrastruktur

### Verkehr
Donzdorf ist durch die Bundesstraße 466 (Süßen–Nürnberg) an das überregionale Straßennetz angeschlossen. Seit 12. Juli 2010 kann man Donzdorf über eine Umgehungsstraße umfahren.
1901 erhielt der Ort durch die Bahnstrecke Süßen–Weißenstein den Schienenanschluss an die Filstalbahn Stuttgart–Ulm. Die Königlich Württembergischen Staats-Eisenbahnen erbauten das Empfangsgebäude als Einheitsbahnhof vom Typ IIIb. 1980 endete der Personenverkehr, 1995 der Güterverkehr. Heute wird der ehemalige Bahnhof als Bistro und Café genutzt.
Der Schwäbische-Alb-Radweg führt als Fernradweg durch Donzdorf; er führt vom Bodensee nach Donauwörth. Er verläuft dabei von Süßen kommend nach Donzdorf und weiter nach Lauterstein (Nenningen und Weißenstein), großteils auf der ehemaligen Bahnlinie. Sehr umstritten sind die zahlreichen Drängelgitter an den Querungen von Straßen und sogar einer Grundstückszufahrt.
Oberhalb der Stadt auf dem Messelberg befindet sich der Flugplatz Donzdorf, der überwiegend von Segel- und kleineren Motorfliegern, aber auch Gleitschirm- und Drachenfliegern genutzt wird.

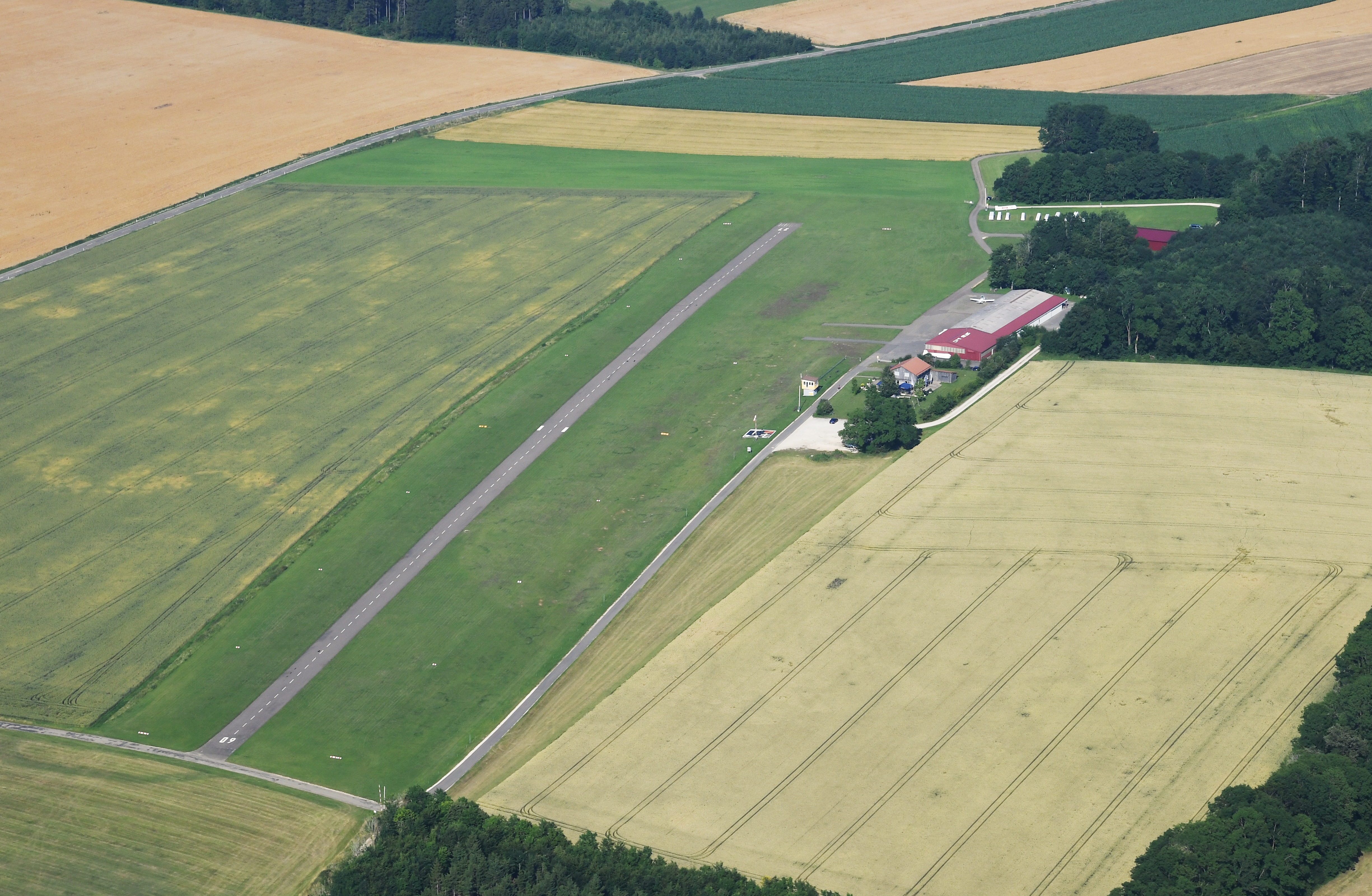
Flugplatz Donzdorf

### Ansässige Unternehmen
Der wichtigste Arbeitgeber Donzdorfs ist die Michael Hörauf Maschinenfabrik GmbH & Co. KG. Die Stahlbau Wendeler GmbH + Co. KG war bis zu ihrer Insolvenz ein wichtiger Arbeitgeber. Des Weiteren war das Heavy-Metal-Label Nuclear Blast bis 2024 in Donzdorf beheimatet, das laut eigenen Angaben der zweitgrößte Gewerbesteuerzahler am Ort war. 

### Bildung
Neben dem nach den Grafen von Rechberg benannten Rechberg-Gymnasium, dessen Einzugsgebiet das gesamte Lautertal ist, gibt es in Donzdorf eine Gemeinschaftsschule und eine Grundschule. In den Stadtteilen Reichenbach und Winzingen gibt es weitere Grundschulen.
Zudem ist in Donzdorf die Messelberg-Sternwarte beheimatet, die von den Sternfreunden Donzdorf e. V. betrieben wird.

## Kultur und Sehenswürdigkeiten

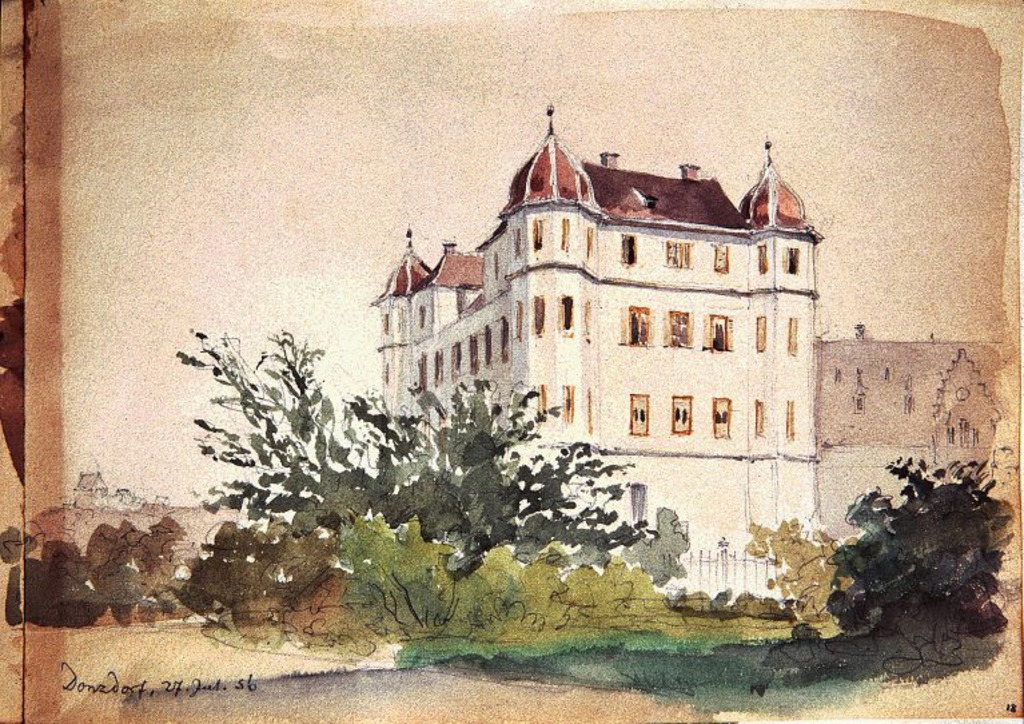
Blick zum Donzdorfer Schloss. Aquarell von General Eduard von Kallee vom 27. Juli 1856

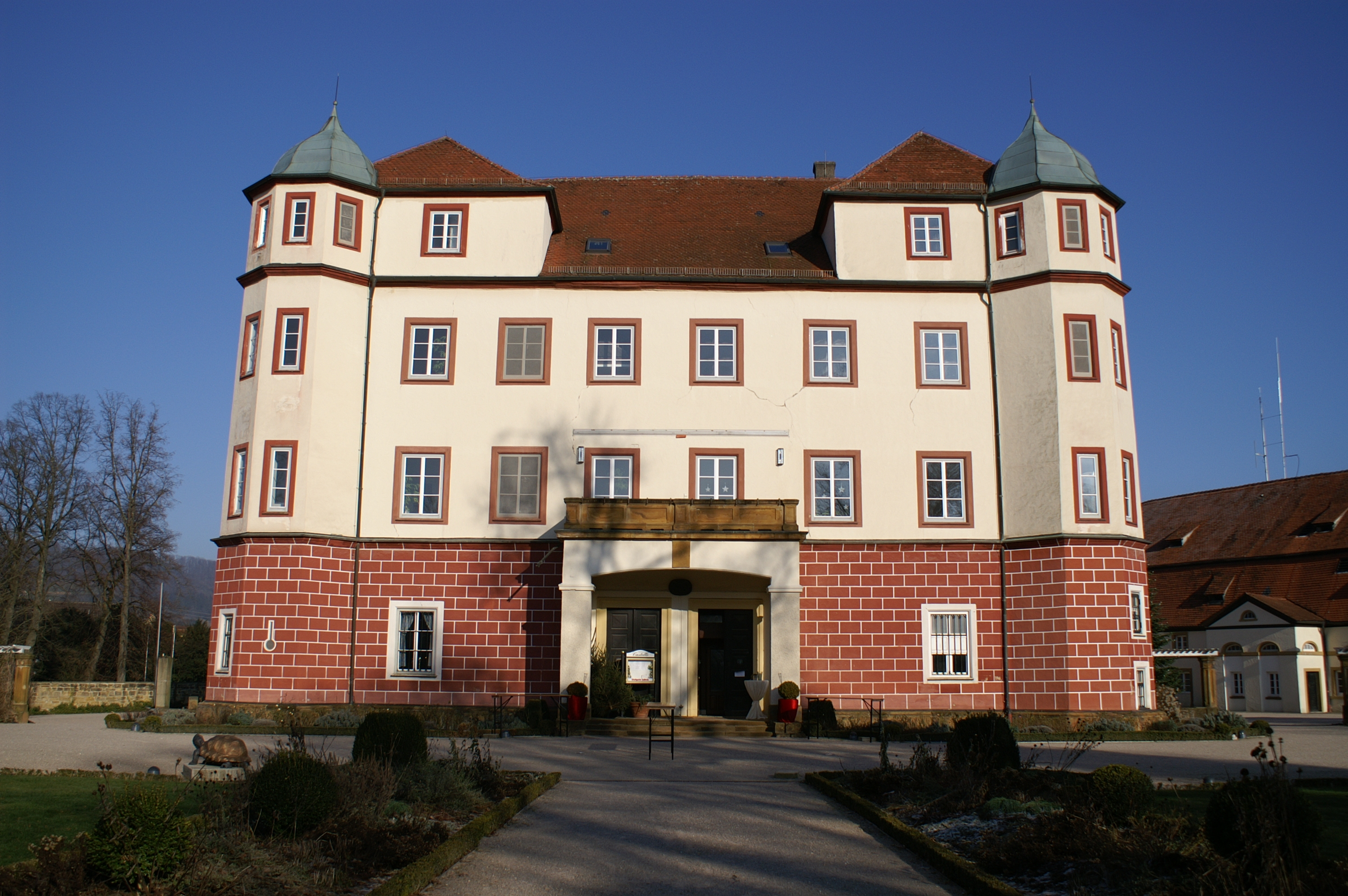
Schloss Donzdorf

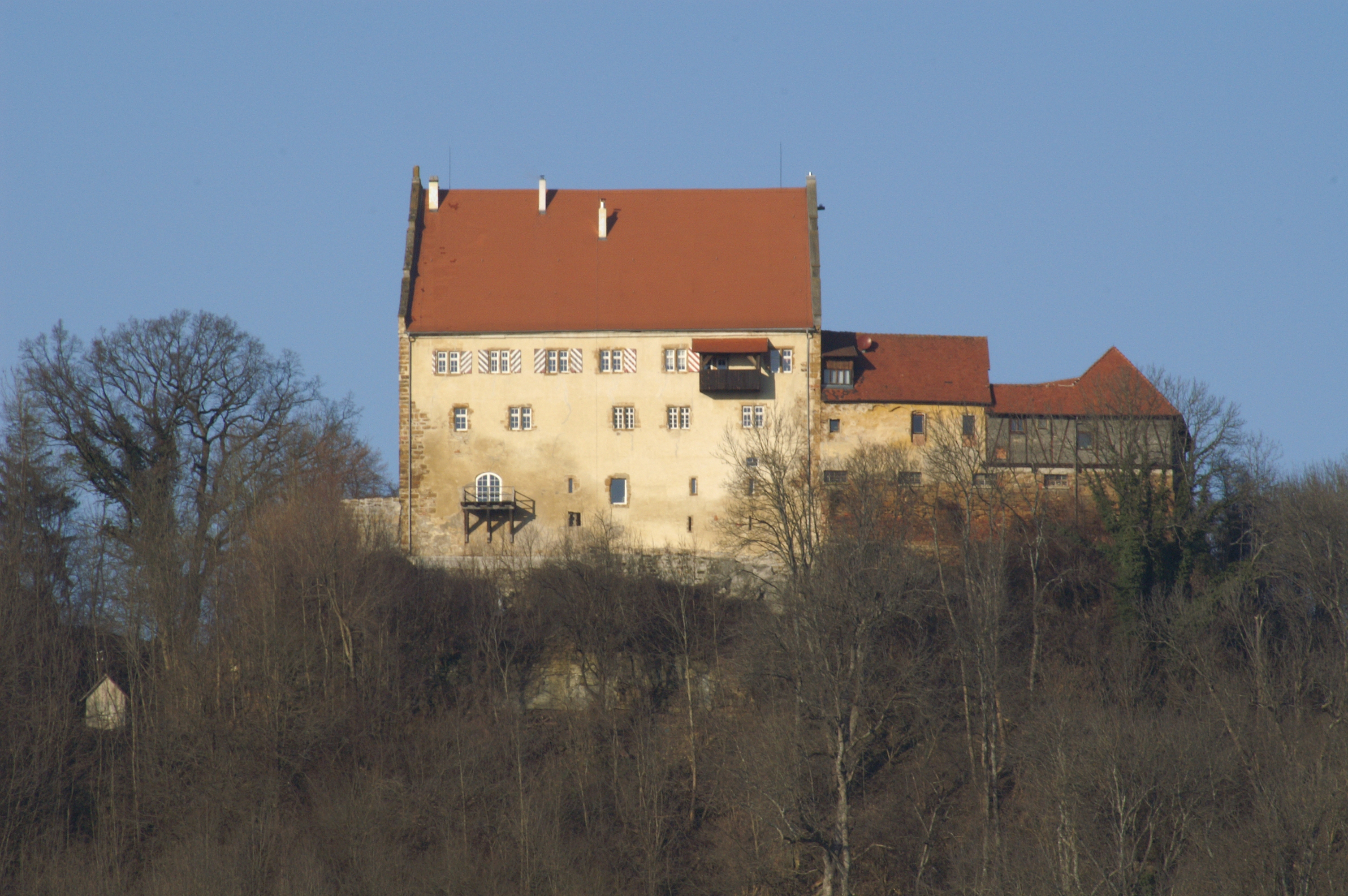
Schloss Ramsberg ist ein Wahrzeichen des mittleren Filstals

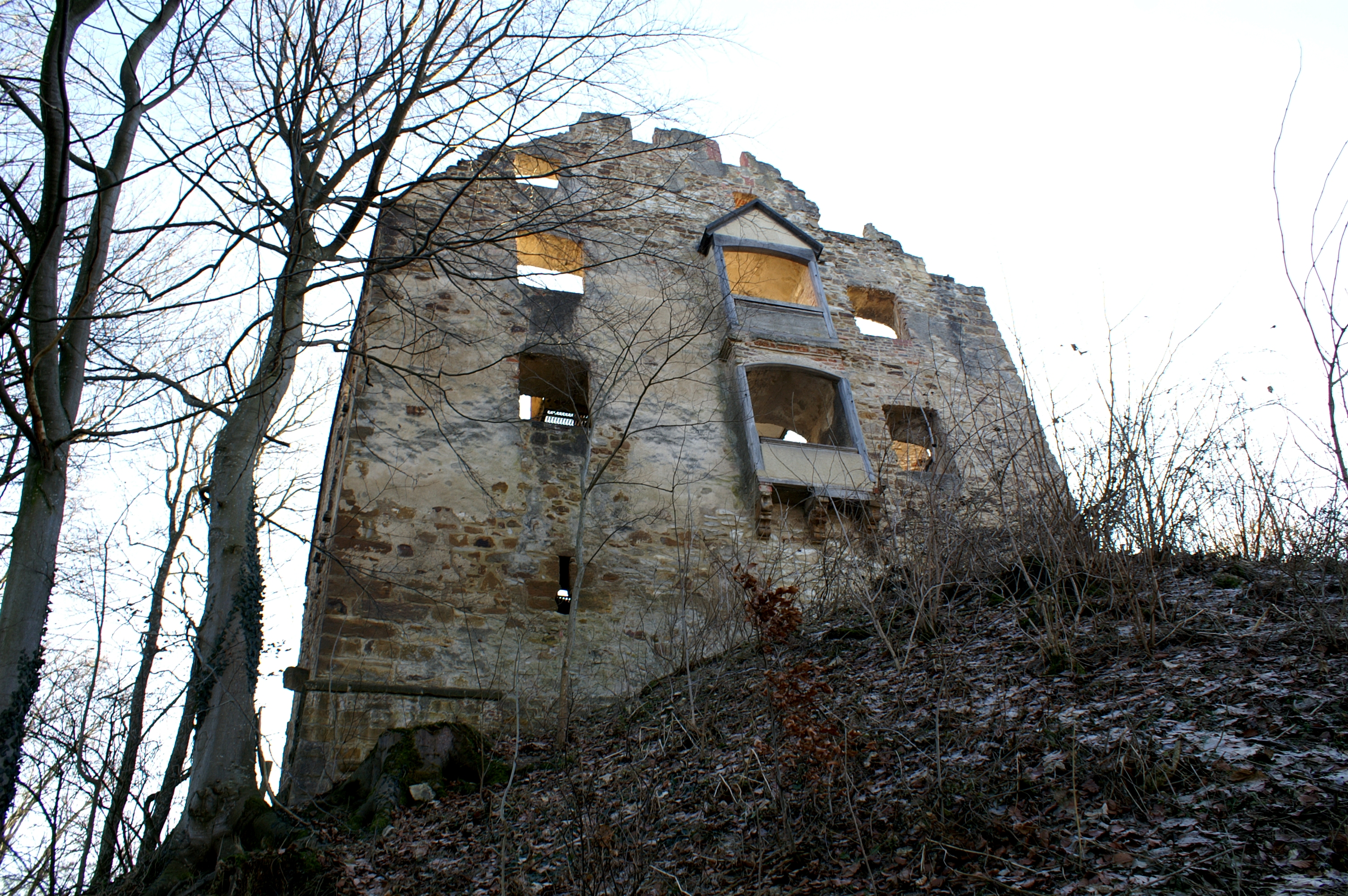
Burg Scharfenberg

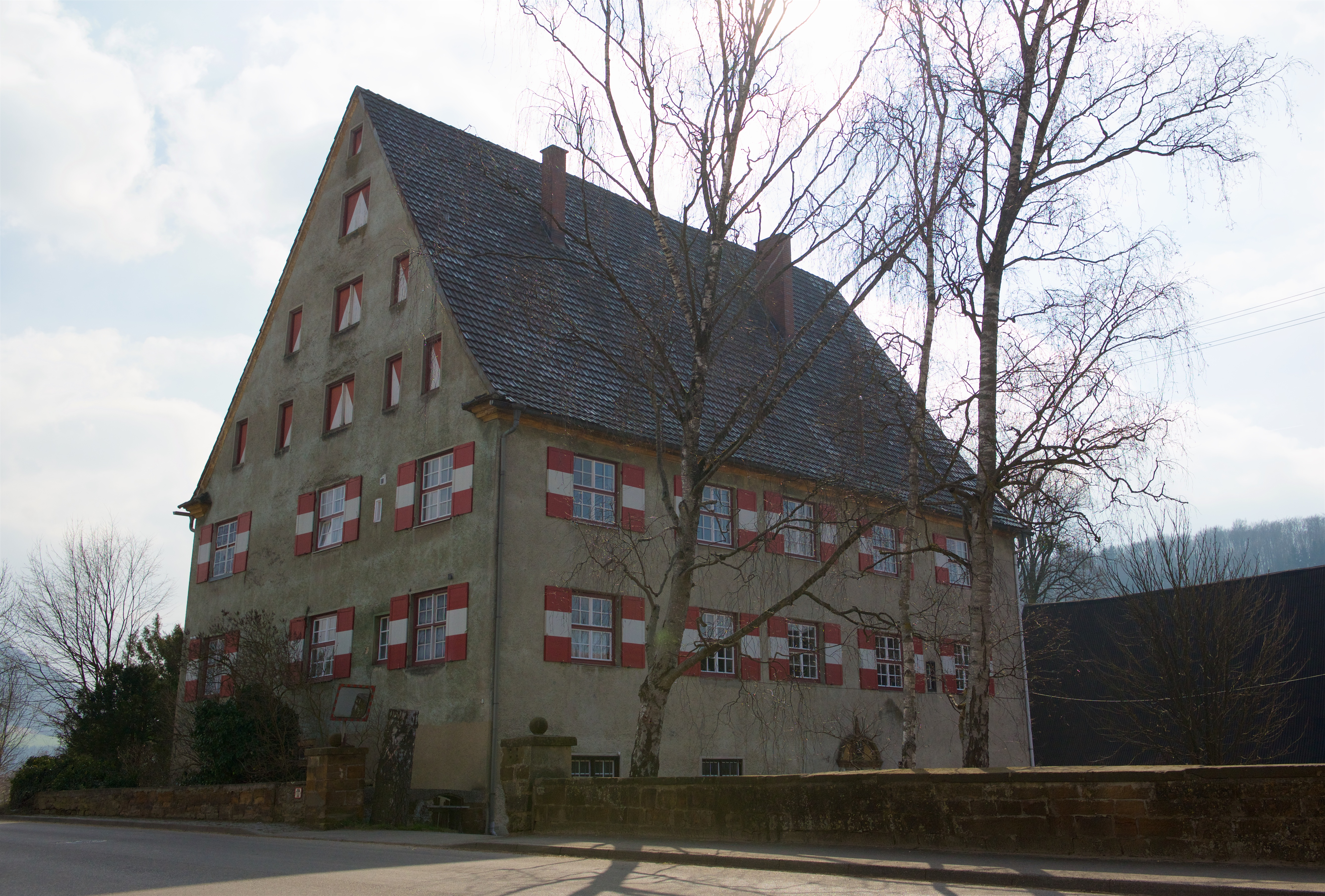
Schloss Winzingen

### Bauwerke
- Das ehemalige Schloss der Grafen von Rechberg und Rothenlöwen ist heute das Rathaus der Stadt Donzdorf. Erbaut wurde das Schloss 1568 von Hans von Rechberg zu Hohenrechberg zu Illereichen-Scharfenberg. Es stand völlig frei in der Manier eines in damaliger Zeit beliebten Wasserschlosses.

In unmittelbarer Nachbarschaft stand das sogenannte 'Alte Schloss', ein Fachwerkbau aus der Zeit um 1478, der wohl ursprünglich als Verwaltungsbau gedient hatte. Im Jahre 1756 entstand das langgestreckte Ökonomiegebäude, in dem heute ein Kindergarten und die Freiwillige Feuerwehr untergebracht sind.
Als im Jahre 1764 der junge Herrschaftsinhaber Maximilian Emanuel von Rechberg sich mit Gräfin Walburga von Sandizell verheiratete, wählte das junge Paar Schloss Donzdorf als seine Residenz. Diese gestalteten sie im Stil des Rokoko aus.
Im 19. Jahrhundert wurden in mehreren Etappen die bestehenden Einzelgebäude zu einer optischen Einheit zusammengefügt. Zuerst entstanden Rentamt (1843) und Oberrentamt (1857) zwischen dem Alten Schloss und dem Portal, dann gestaltete Ludwig Friedrich Gaab von 1853 bis 1856 die Hoffassade im Stil des Historismus und schließlich wurde 1888/89 das Renaissance-Gebäude durch den sogenannten Küchenbau mit dem Alten Schloss verbunden.
- Schloss Ramsberg
- Burg Scharfenberg
- Schloss Winzingen

### Parks
1768 ließ Maximilian Emanuel von Rechberg mehrere Pläne für den neuen Schlossgarten entwerfen. Der berühmte Münchner Baumeister François de Cuvilliés entwarf einen opulenten Barockgarten, den er sogar als Kupferstich vervielfältigen ließ. Doch letztendlich entschied sich Maximilian Emanuel für den Entwurf eines Stuttgarter Architekten. Die Arbeiten begannen 1769, die Gestalt ließ sich bereits 1770 allmählich erkennen. In den Jahren der Hungersnot von 1771 und 1772 ruhten die Arbeiten weitestgehend. Erst in der zweiten Hälfte der 1770er Jahre gingen die Arbeiten am geometrischen Garten nach französischem Vorbild weiter. Als besonderes Kennzeichen wurden von Zeitgenossen die vielen Springbrunnen angesehen, die Vergleiche mit einem in der Nähe von Salzburg gelegenen Garten hervorriefen. Zeitweise wurde in die Gartengestaltung auch der nahegelegene Feuersee als Baderefugium mit einbezogen.
Der Park wurde Anfang des 19. Jahrhunderts zur heutigen Gestalt als Englischer Landschaftsgarten umgewandelt. Dennoch ist bei genauem Hinsehen noch immer die alte barocke, über drei Ebenen sich erstreckende Struktur deutlich erkennbar.

### Naturdenkmäler
- Simonsbachstausee, ein Hochwasserrückhaltebecken und Naturparadies
- Wasserfall der Lauter unterhalb der Stadt (Höhe: 7 m; siehe auch Liste der Wasserfälle in Deutschland)
- Messelstein am Messelberg

### Fasnet
Donzdorf ist eines der Zentren der Fasnet im Kreis Göppingen. Die Zeit vom 11. November bis Aschermittwoch ist geprägt von vielen Veranstaltungen wie Narrenmesse, Rathaussturm, Narrensprung, Narrengericht, Prunksitzungen und dem jährlichen Höhepunkt, dem großen Fasnetsumzug am Fasnetssonntag. Es existieren mehrere Narrenzünfte, Guggenmusikkapellen und ähnliche Vereine. Durch das wilde Treiben in der Stadt und den annähernd gleichen Breitengrad wird Donzdorf in der Fasnetszeit auch „Klein-Paris“ genannt. Seit 2016 wird die Sitzung des Landesverbands Württembergischer Karnevalsvereine vom SWR Fernsehen live aus der Donzdorfer Stadthalle ausgestrahlt.

### Wanderwege
Donzdorf liegt am Albsteig (auch Schwäbische-Alb-Nordrand-Weg oder HW1), einer der beliebtesten Fernwanderwege Deutschlands, der entlang des Albtraufs von Donauwörth bis Tuttlingen verläuft.

## Persönlichkeiten

### Ehrenbürger
- Hermann Seimetz (1938–2022), Politiker

### Söhne und Töchter der Stadt
- Hans von Donzdorf, Steinmetz und Baumeister, 2. Hälfte des 15. Jahrhunderts, arbeitete im Raum Esslingen und Stuttgart
- Johann Rudolf von Rechberg (1606–1660), Fürstpropst, Administrator des Hochstifts Augsburg
- Alois Merz (1727–1792), 1744 Novize bei den Jesuiten in Landberg am Lech, Studium in Ingolstadt, Lehr- und Predigttätigkeit in Freiburg/Br., Promotion und Professur für Philosophie. Geschätzter Kanzelredner, ab Herbst 1763–1785 Domprediger in Augsburg, einer der bekanntesten deutschen Kontroverstheologen[23]
- Clemens Hummel (1869–1938), Architekt und Fachschullehrer
- Maximilian Emanuel von Rechberg (1736–1819), Bayer. Obersthofmeister, Stifter der Nenninger Pietà des Ignaz Günther, Stifter des französischen Gartens beim Donzdorfer Schloss
- Aloys von Rechberg (1766–1849), Bayerischer Diplomat und Außenminister[24]
- Joseph Maria von Rechberg (1769–1833), Bayerischer Generalleutnant und Gesandter in Berlin, Malteser-Ritter, Kunstsammler
- Carl Maria von Rechberg (1775–1847), Obersthofmeister bei König Ludwig I. von Bayern, Kunstsammler und Mäzen, Ethnologe und Buchautor
- Anton von Rechberg (1776–1837), bayerischer General und Hofmeister
- Franz Höllriegel (1794–1858), Steinmetz
- Franz Anton Staudenmaier (1800–1856), katholischer Theologe
- Otto von Rechberg (1833–1918), Standesherr der Königreiche Bayern und Württemberg, von 1899 bis 1910 Präsident der württembergischen Kammer der Standesherren
- Albrecht von Stotzingen (1864–1938), Freiherr und Abgeordneter der Ersten Kammer der Badischen Ständeversammlung
- Beat Reiser (1880–1940), Philosoph
- Theodor Zeller (1900–1986), Maler und Graphiker
- Gabriele Miller (1923–2010), geboren im Ortsteil Winzingen, römisch-katholische Theologin
- Bruno Schmid (1944–2024), römisch-katholischer Theologe und Hochschullehrer
- Roland Müller (* 1955), Historiker und Archivar
- Nia Szenk (* 2004), Fußballspielerin

### Personen in Verbindung mit Donzdorf
- Andreas Geiger (* 1969), Filmregisseur